# In arte Lilia Silvi
In arte Lilia Silvi è un film documentario del 2011 ideato e diretto da Mimmo Verdesca sulla vita e la carriera dell'attrice italiana Lilia Silvi, che ha vinto il nastro d'argento 2012, per il miglior documentario sul cinema.

## Trama
Lilia Silvi, classe 1921, è stata una delle attrici cinematografiche italiane più celebri degli anni '30, '40 e '50. Diretta da registi come Mario Camerini, Carmine Gallone, Carlo Ludovico Bragaglia, Amleto Palermi, Gianni Franciolini, Nunzio Malasomma, Mario Mattoli, Raffaello Matarazzo, Max Neufeld e Ferdinando Maria Poggioli, protagonista, spesso a fianco dell'attore Amedeo Nazzari, ha incarnato una femminilità gaia e vitale molto cara al pubblico dell'epoca anche nel teatro leggero. Attraverso immagini d'archivio e rare fotografie, il film raccoglie la vivace testimonianza della protagonista, la cui memoria, oggi, è priva di rimpianti o recriminazioni. Il ritratto di uno dei volti del cinema dei telefoni bianchi la cui vita, al di fuori del grande schermo, riflette da vicino quella di tutti gli italiani della sua epoca. Il film, inoltre, racconta e analizza quel periodo d'oro nella storia del cinema italiano, attraverso le parole dello storico del cinema Orio Caldiron, i cui interventi punteggiano i ricordi di Lilia Silvi.

## Produzione e progetto
Il documentario ideato, montato e diretto da Mimmo Verdesca in collaborazione con Cinecittà Luce e prodotto da Leo Gullotta e Fabio Grossi per Fuxia Contesti d'immagine con il contributo di Regione Lazio e il patrocinio di Provincia di Roma, ha la finalità di tutelare e tramandare la memoria storica e artistica del cinema italiano. Già presentato fuori concorso al VI Festival Internazionale del Film di Roma nella sezione "Extra - OffDoc" e al Bif&st 2012 nella sezione "Cinema sul Cinema", ha vinto il Nastro d'argento 2012 per il Miglior Documentario dedicato al Cinema.

## Premi e riconoscimenti
- Nastro d'argento 2012 per il "miglior documentario dedicato al cinema"
- Premio della giuria "Giglio Fiorentino d'argento" al 30° Valdarno Cinema Fedic - 63º Premio Marzocco
- "Menzione speciale della giuria" al XVI Terra di Siena Film Festival
- "Golden Spike Award" per il "miglior documentario dell'anno" al III Social World Film Festival